# Gašper Švab
Gašper Švab, né le 18 juillet 1986 à Kranj, est un coureur cycliste slovène, ancien membre de l'équipe Sava.

## Palmarès
- 2004
  - 3e du Tour de Haute-Autriche juniors
- 2007
  - 2e du championnat de Slovénie sur route espoirs
  - 3e du Tour des régions italiennes
  - 3e du Grand Prix du Portugal
- 2008
  -  Champion de Slovénie sur route espoirs
  - 2e étape du Grand Prix cycliste de Gemenc
  - 3e du Grand Prix cycliste de Gemenc
- 2009
  - Grand Prix Kranj

## Classements mondiaux
| Année           | 2005  | 2006 | 2007 | 2008 | 2009 | 2010 |
| --------------- | ----- | ---- | ---- | ---- | ---- | ---- |
| UCI Europe Tour | 1053e |      | 208e | 296e | 87e  | 907e |